# Cinc minuts de glòria
Cinc minuts de glòria (títol original en anglès, Five Minutes of Heaven) és una pel·lícula britànicoirlandesa feta per a la televisió, dirigida per Oliver Hirschbiegel, d'un guió de Guy Hibbert. La primera part reconstrueix l'assassinat històric de Jim Griffin, de 19 anys, per Alistair Little, de 17 anys, el 1975, i la segona part descriu una reunió fictícia entre Little i el germà de Jim Joe 33 anys més tard.
La pel·lícula va guanyar dos premis al Festival de Cinema de Sundance 2009. Es va estrenar a la BBC Two el 5 d'abril de 2009, i després es va projectar a les pantalles de cinema de tot el món. Ha estat doblada al català.

## Argument
Lurgan, Irlanda del Nord, 1975. Una guerra civil de baix nivell és en curs, amb l'Exèrcit Republicà Irlandès que ataca unionistes britànics i la unionista Ulster Volunteer Force que exigeix revenja de catòlics que afirmen que són republicans militants. Alistair Little, de 16 anys és el líder d'una cèl·lula UVF, frisosa de fer sang. Ell i la seva banda maten un jove catòlic, James Griffin, com una represàlia i un avís a altres. Quan es dispara el tret, Joe Griffin – el germà d'11 anys de l'objectiu – veu amb horror com el seu germà és disparat al cap. Trenta anys després, Joe Griffin i Alistair s'han de trobar, davant de les càmeres, amb vistes a una reconciliació. Alistair ha complert la seva sentència, i s'ha pactat la pau a Irlanda del Nord, però Joe Griffin no va al programa per a una encaixada de mans. Sense saber-ho l'equip de producció, pretén clavar un ganivet a l'assassí del seu germà – en directe.
El primer acte descriu la reconstrucció de l'assassinat de Jim Griffin de 19 anys per Alistair Little de 17 anys (Mark Davison) el 29 d'octubre de 1975. Joe, el germà de 8 anys de Jim, presencia l'assassinat. Little va a presó i hi és durant 12 anys.
El segon acte descriu un intent per un equip documental de televisió d'establir una reunió entre Little (Liam Neeson) i Griffin (James Nesbitt) 33 anys després de l'assassinat. Little no és conscient dels plans de Griffin de venjar la mort del seu germà matant-lo. Abans d'entrar en directe, Griffin es posa nerviós i demana que es treguin les càmeres. Quan els productors l'intenten calmar, se'n va i els dos homes no es troben.
En el tercer acte apareixen Little i Griffin que parlen dels seus passats.
L'últim acte és de Little acceptant trobar-se amb Griffin a la vella casa d'aquest. Griffin intenta apunyalar Little, tirant-se-li a sobre des de darrere. Little s'enfronta a Griffin, i els dos cauen per una finestra, acabant junts al paviment exterior. Little mostra senyals de vida primer i mira el pols de Griffin. El dos són ferits i Little diu a Griffin que torna a Belfast. Little diu a Griffin "desempallega't de mi", que li digui a la seva família que l'ha matat i que els digui que visquin la seva vida per ells mateixos, i no com a venjança contra Little.
Little està parlant metafòricament, i vol dir que Griffin elimini Little del seu cap, en tot cas traslladant-se. Griffin molt tremolosament encén un cigarret mentre Little s'estira contra una paret i coixeja carretera avall. L'endemà, Griffin assisteix a una teràpia de grup. Fa saber al grup que vol ser un bon pare per a les seves filles i plora. Al final, truca a Little per dir-li: "S'ha acabat."

## Repartiment
(En ordre d'aparició)
- Alistair de jove - Mark Davison
- Andy - Diarmund Noyes
- La Mare d'Alistair - Niamh Cusack
- Stuart - Matthew McElhinney
- Dave - Conor Macneill
- El Pare d'Alistair - Paul Garret
- Joe de jove - Kevin O' Neill
- Jim - Gerard Jordan
- La Mare de Joe - Paula McFetridge

2a Part
- Joe - James Nesbitt
- El Xofer de Joe - Barry McEvoy
- Alistair - Liam Neeson
- El Xofer d'Alistair - Richard Orr

## Producció
Cinc minuts de glòria va ser originalment encarregat per la BBC Four: Hibbert no volia que els executius de televisió interferissin amb el guió. BBC Four va abandonar el projecte quan no va poder disposar d'un pressupost més gran. Per aconseguir més diners per a la pel·lícula, la Big Fish Films, companyia de producció independent va anar a cercar altres socis financers, incloent-hi la Northern Ireland Screen, i la pel·lícula va ser finalment encomanada al director de la BBC Two Roly Keating, i a la Controller de Ficció Jane Tranter.
La gravació es va fer en exteriors a Belfast, Lurgan, Glenarm i Newtownards durant quatre setmanes des de maig fins al juny de 2008. Nesbitt es va reunir amb Griffin abans de començar a filmar però Neeson va decidir esperar fins després que s'hagués reunit amb Little; deia "Que no volia veure'l abans perquè no volia que se'm recordés sobre les diferències físiques entre nosaltres i no volia tenir desendreçat el meu cap."

## Estrena
Cinc minuts de glòria es va estrenar al Festival de Cinema de Sundance de 2009, el 19 de gener de 2009. Va guanyar el Premi al millor director dramàtic, i al millor guionista.
Va fer la seva estrena irlandesa al Jameson Dublin International Film Festival de 2009 el 21 de febrer de 2009. El guionista va ser premiat per la BAFTA a Londres 23 de març de 2009. Va continuar amb una sessió de pregunta-resposta amb Hirschbiegel, Hibbert i Nesbitt. Es va emetre per la BBC Two a Anglaterra, Escòcia i País de Gal·les el 5 d'abril de 2009 i a BBC One Northern Ireland el 13 d'abril. Pathé va encarregar-se de la distribució per tot el món.
IFC Films signava un acord per distribuir la pel·lícula als Estats Units des de l'agost de 2009, a través del seu servei de vídeo a la carta i exclusivament a través de Blockbuster. La pel·lícula s'estrenava en el Angelika Film Center de Nova York el 21 d'agost de 2009.
Va treure 5.200 dòlars de taquilla el primer cap de setmana.

## Rebuda

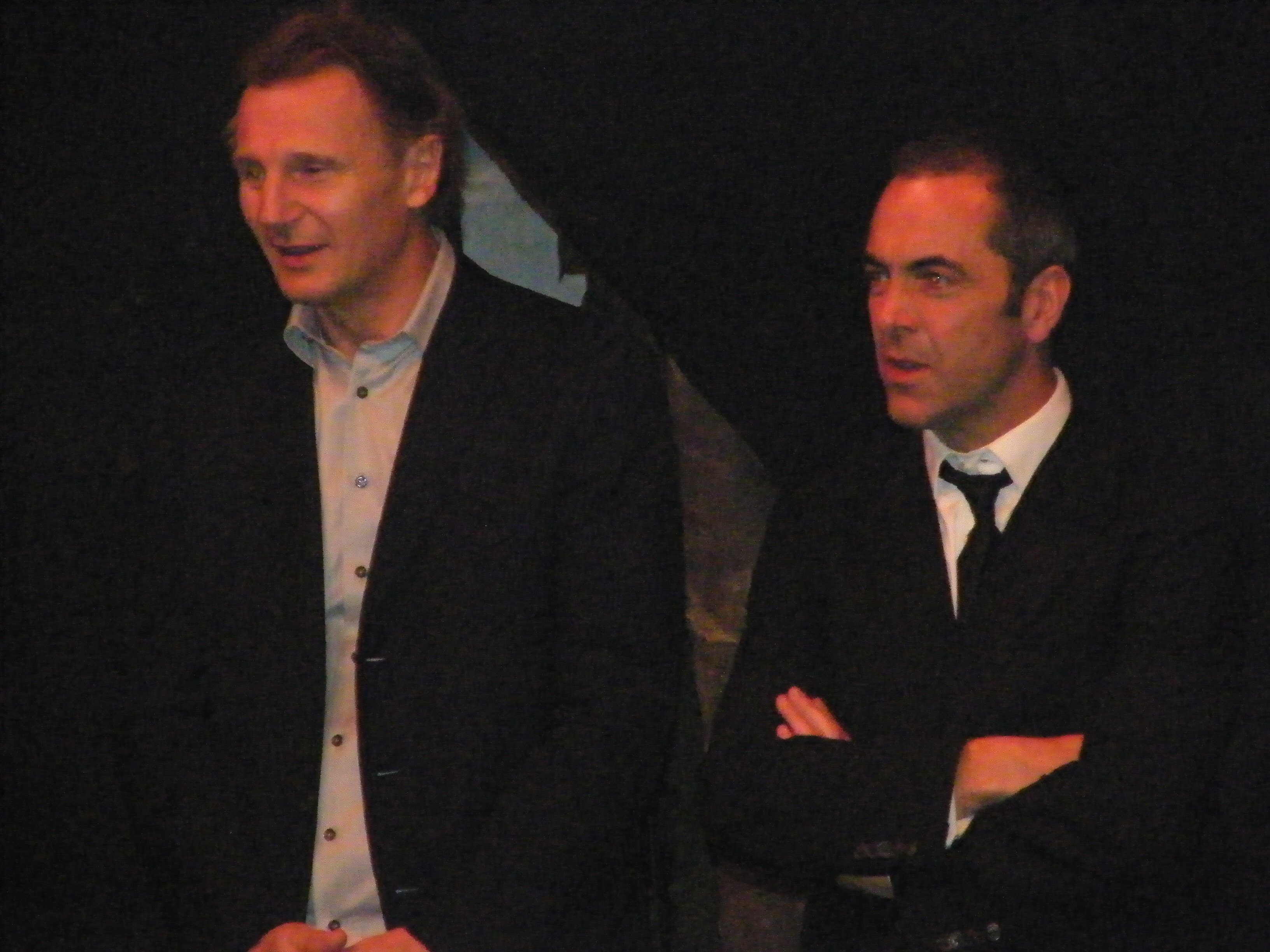
Neeson i Nesbitt el gener de 2008

Després de Cinc minuts de glòria a Sundance, Kirk Honeycutt de The Hollywood Reporter ho anomena "molt bo per manifestar l'obvietat però suspèn en portar noves idees a aquest vell conte de moralitat". Citava les escenes que presentaven Mark Davison (com el jove Little) i Anamaria Marinca (com a productora de televisió) com "l'únic moment que la pel·lícula fa esclatar la vida". Dennis Harvey per Variety va elogiar el guió cinematogràfic de Hibbert i de l'actuació de Neeson.
Padraic Geoghegan de RTÉ Entertainment criticava la manca de temps de pantalla donat a la família de Griffin, i per no mostrar com Little ve a ajudar altres en les escenes actuals. Geoghegan lloava les escenes de flashback, la direcció d'Hirschbeigel, i l'actuació de Neeson i Nesbitt. Michael Dwyer considera la pel·lícula quatre sobre cinc. De les actuacions, escrivia
| « | Nesbitt retrata vívidament: un home encara es cargolava amb ràbia i horror per la memòria indeleble d'un malson de per vida de quan era un noi. I l'angoixa de Neeson mostren la culpa i el dolor que Little porta des que va cometre el seu horrible crim. | » |

Andrew Johnston per Culture Northern Ireland va escriure
| « | A diferència d'alguns altres films de l'Ulster, Five Minutes of Heaven presenta el poble real amb les seves emocions, més que caricatures polítiques o imitacions servils. Hi ha una idea que la majoria del pressupost continuava donant suport a Neeson, però la banda sonora minimalista, el color rònec i les escenes amateurs de lluita subratllen la buidor dels personatges principals i la desolació del seu predicament. | » |

## Premis
| Any  | Premi                          | Categoria                              | Candidat               | Resultat   |
| ---- | ------------------------------ | -------------------------------------- | ---------------------- | ---------- |
| 2009 | Festival de Cinema de Sundance | Direcció dramàtica                     | Oliver Hirschbiegel    | Guanyador  |
| 2009 | Festival de Cinema de Sundance | Cinema Mundial, guió                   | Guy Hibbert            | Guanyador  |
| 2009 | Festival de Cinema de Sundance | Gran Premi de Jurat                    | Oliver Hirschbiegel    | Nominada   |
| 2010 | Premis IFTA                    | Serial dramàtic                        | Eoin O'Callaghan       | Guanyador  |
| 2010 | Premis IFTA                    | Actor en un Paper principal: Televisió | Liam Neeson            | Nominat    |
| 2010 | Premis IFTA                    | Director de Fotografia                 | Ruairí O'Brien         | Nominat    |
| 2010 | Royal Television Society       | Millor Drama                           | Five Minutes of Heaven | Guanyador. |
| 2010 | Royal Television Society       | Millor Guió (Drama)                    | Guy Hibbert            | Nominat    |
| 2010 | Broadcasting Press Guild       | Millor Drama                           | Five Minutes of Heaven | Nominada   |
| 2010 | Broadcasting Press Guild       | Millor Actor                           | James Nesbitt          | Nominada   |